# 纽约证券交易所

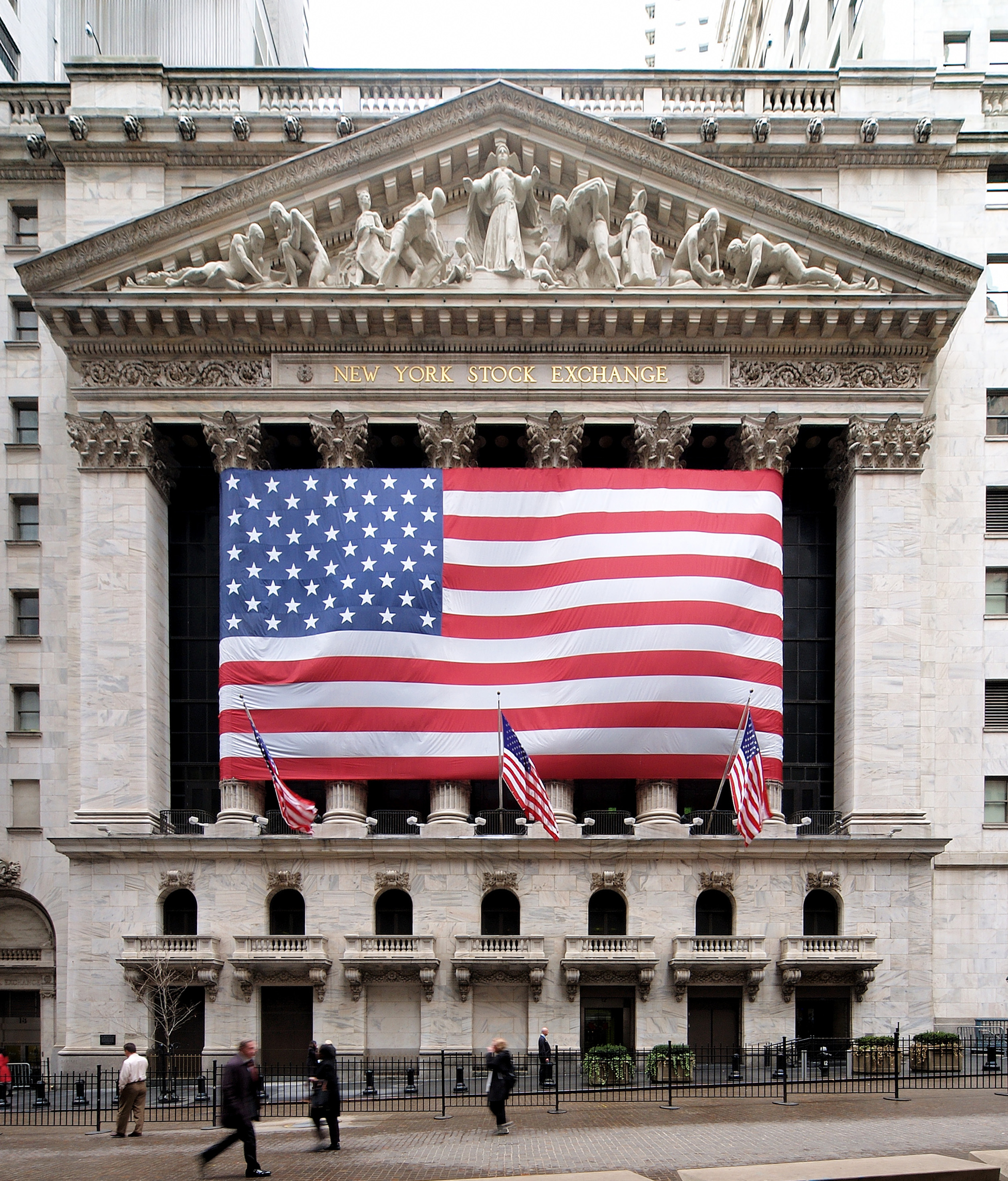
大门

纽约证券交易所（英語：New York Stock Exchange，英文缩写：NYSE，有時簡稱紐約證交所或纽交所）是美國的一間證券交易所，創立於1792年，是現在世界上最大的證券交易所。交易时间为除周末和例行休市日的9:30-16:00（当地时间）。在與泛歐股票交易所合併前，其交易量曾一度被纳斯达克超过。2005年4月末，纽约证交所收购全電子證券交易所（Archipelago），成为一个盈利性机构。紐約證交所的总部位于美国纽约州纽约市百老街18号，在华尔街的轉彎處南侧。2006年6月1日，纽约证券交易所宣布与泛歐交易所合并组成纽约证交所－纽约泛欧证券交易所。
纽约证券交易所有大约2,400间公司在此上市，全球市值22兆美元。截至目前，30间处于道琼斯工业平均指数中的公司有24間在紐約證交所上市。

## 歷史

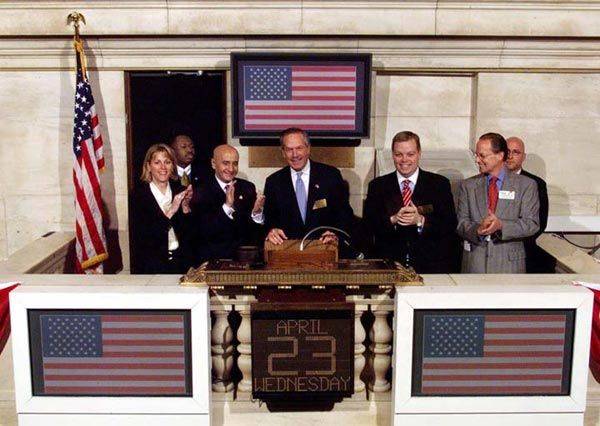
美國商務部長唐納德·埃文斯敲响2003年4月23日的开市鐘。前主席理察·葛拉索也在这张照片中。

紐約證券交易所的起源可以追溯到1792年5月17日，當時24個证券經紀人在紐約華尔街68號外一棵梧桐樹下簽署了《梧桐樹协议》。1817年3月8日這個組織起草了一項章程，并把名字更改為紐約證券交易委員會，1863年改為現名。
交易所在一战发生后不久（1914年7月）就被关闭了，但是这一年的11月28日又重新开放，使得各种债券自由交易支持作战。
1929年10月24日，“黑色星期四”，美国股票市场崩溃，股价下跌引起的恐慌又促使了大萧条。1938年10月31日，为了恢复投资者的信心，提高对投资公众的保护，交易所推出了15点计划。
1934年10月1日，交易所向美国证券交易委员会注册为一家全国性证券交易所，有一位主席和33位成员的董事会，1971年2月18日，非营利法人团体正式成立，董事会成员的数量减少到25位。
紐約證券交易所的第一個總部是1817年一間月租200美金，位於華爾街40號的房間。
2006年6月1日，纽约证券交易所宣布与泛歐交易所合并组成纽约证交所－纽约泛欧证券交易所，1股纽约证交所的股票换成1股新公司股票，泛欧证交所股东以1股泛欧证交所股票换取新公司的0.98股股票和21.32欧元现金。新公司总部设在纽约。
2012年12月，洲際交易所集團宣布計畫以82億美元收購紐約泛歐證券交易所，該計畫於2013年6月3日獲得紐約泛歐證券交易所和洲際交易所集團的股東同意，歐盟委員會和美國證券交易委員會分別於2013年6月24日和8月15日批准該項收購案，洲際交易所集團於2013年11月13日成功收購紐約泛歐證券交易所，並計畫在2014年首次公開募股，最終於2014年6月上市。
2014年6月20日，泛歐交易所透過首次公開募股脫離紐約證券交易所與洲際交易所集團，

## 例行休市日期
紐約證券交易所平均每年有約252個交易日，除了周六、日假期，以下日子皆屬例行的休市日。
| 日期               | 節日                                              |
| ------------------ | ------------------------------------------------- |
| 1月1日             | 元旦（New Year）                                  |
| 1月第三個星期一    | 馬丁·路德·金紀念日（Martin Luther King, Jr. Day） |
| 2月第三個星期一    | 美國總統節（Presidents Day）                      |
| 復活節前一個星期五 | 耶穌受難日（Good Friday）                         |
| 5月最後一個星期一  | 陣亡將士紀念日（Memorial Day）                    |
| 6月19日            | 六月節（Juneteenth）從2022年開始                  |
| 7月4日             | 獨立紀念日（Independence Day）                    |
| 9月第一個星期一    | 勞動節（Labor Day）                               |
| 11月第四個星期四   | 感恩節（Thanksgiving）                            |
| 12月25日           | 聖誕節（Christmas）                               |

### 相关文章
- NYSE to Merge With Electronic Rival Archipelago, Transform Itself Into For-Profit Enterprise （页面存档备份，存于）
- All Business: The conflicted roles in NYSE merger （页面存档备份，存于）